# Modena Football Club 2004-2005
Questa voce raccoglie le informazioni riguardanti il Modena Football Club nelle competizioni ufficiali della stagione 2004-2005.

## Stagione
Nella stagione 2004-2005 appena retrocesso dalla Serie A, il Modena ingaggia Stefano Pioli come allenatore. Penalizzati di 5 punti i canarini (dopo aver rischiato la C1) per il discutibile coinvolgimento nel caso delle scommesse, hanno concluso il girone di andata del campionato con discreto bottino di 30 punti. Sulla stessa cadenza il girone di ritorno (con la Penalizzazione che intanto era stata ridotta ad 1 punto) ha permesso al Modena di chiudere il torneo al settimo posto, mancando l'accesso ai play-off per un solo punto, complice la sconfitta (1-0) subita contro l'Ascoli nel turno conclusivo del campionato. Grazie a questo successo, proprio i bianconeri marchigiani sono così saliti in Serie A, perché il Genoa che ha vinto il campionato, è stato retrocesso in Serie C1 per un illecito sportivo, il Torino che ha vinto i Play-off, per un dissesto finanziario, dovrà ripartire dalla Serie B grazie al Lodo Petrucci. Per la prima volta in questa stagione nel campionato cadetto, sono stati introdotti i Play-off per designare la terza promossa, ed i Play-out per designare la quarta retrocessa. Sono quindi saliti in Serie A l'Empoli che si è piazzato al secondo posto, il Treviso giunto quinto e l'Ascoli giunto sesto.
Nel Modena il miglior marcatore stagionale è stato il Ghanese Gyan Asamoah autore di 7 reti. Nella Coppa Italia i canarini hanno disputato ad agosto il terzo girone di qualificazione, che ha promosso la Triestina.

## Rosa
| N. |                   | Ruolo | Calciatore          |
| -- | ----------------- | ----- | ------------------- |
| 1  | Belgio (bandiera) | P     | Olivier Renard      |
| 1  | Italia (bandiera) | P     | Emanuele Belardi    |
| 2  | Italia (bandiera) | A     | Maurizio Ganz       |
| 3  | Italia (bandiera) | D     | Armando Perna       |
| 4  | Italia (bandiera) | C     | Paolo Ponzo         |
| 5  | Italia (bandiera) | D     | Mauro Mayer         |
| 6  | Italia (bandiera) | D     | Luca Ungari         |
| 7  | Italia (bandiera) | C     | Ivan Tisci          |
| 8  | Italia (bandiera) | A     | Fabio Vignaroli     |
| 8  | Italia (bandiera) | A     | Matteo Provvedi     |
| 9  | Italia (bandiera) | A     | Carlo Taldo         |
| 10 | Italia (bandiera) | C     | Stefano Mauri       |
| 10 | Italia (bandiera) | C     | Rubens Pasino       |
| 11 | Italia (bandiera) | A     | Andrea Fabbrini     |
| 12 | Italia (bandiera) | P     | Jacopo Vergari      |
| 13 | Italia (bandiera) | D     | Antonio Giosa       |
| 14 | Italia (bandiera) | C     | Riccardo Allegretti |
| 14 | Ghana (bandiera)  | A     | Asamoah Gyan        |
| 15 | Italia (bandiera) | C     | Simone Pè           |
| 16 | Italia (bandiera) | C     | Marco Nicoletti     |
| 17 | Italia (bandiera) | A     | Nicola Amoruso      |
| 18 | Italia (bandiera) | C     | Michele Troiano     |

| N. |                                 | Ruolo | Calciatore          |
| -- | ------------------------------- | ----- | ------------------- |
| 19 | Italia (bandiera)               | C     | Vincenzo Sommese    |
| 20 | Bosnia ed Erzegovina (bandiera) | C     | Vedin Musić         |
| 21 | Italia (bandiera)               | C     | Fabio Di Venanzio   |
| 21 | Italia (bandiera)               | A     | Mattia Graffiedi    |
| 22 | Italia (bandiera)               | A     | Francesco Stanco    |
| 23 | Italia (bandiera)               | D     | Juri Tamburini      |
| 25 | Italia (bandiera)               | C     | Nicola Campedelli   |
| 27 | Italia (bandiera)               | D     | Matteo Pivotto      |
| 29 | Portogallo (bandiera)           | D     | Jorginho            |
| 29 | Italia (bandiera)               | A     | Pasquale Basilico   |
| 30 | Italia (bandiera)               | D     | Matteo Centurioni   |
| 32 | Portogallo (bandiera)           | A     | Manú                |
| 46 | Italia (bandiera)               | C     | Omar Milanetto      |
| 61 | Italia (bandiera)               | C     | Daniele Amerini     |
| 66 | Italia (bandiera)               | D     | Marco Bernardi      |
| 74 | Italia (bandiera)               | C     | Flavio Giampieretti |
| 76 | Italia (bandiera)               | P     | Giorgio Frezzolini  |
| 77 | Italia (bandiera)               | C     | Luca Antonini       |
| 86 | Italia (bandiera)               | C     | Antonio Scrò        |
| 90 | San Marino (bandiera)           | P     | Aldo Simoncini      |
| 91 | Italia (bandiera)               | P     | Andrea Taurino      |
| 92 | Senegal (bandiera)              | A     | Diomansy Kamara     |

## Risultati

### Campionato

#### Girone di Andata
| Arbitro: | M. Mazzoleni (Bergamo) |

|               |           |                   |
| Tamburini 84’ | Marcatori | 47’ (rig.) Milito |

| Arbitro: | Cruciani (Pesaro) |

|                         |           |  |
| Bonazzi 4’ Carobbio 27’ | Marcatori |  |

| Arbitro: | Castellani (Verona) |

|          |           |  |
| Ganz 52’ | Marcatori |  |

| Arbitro: | Giannoccaro (Lecce) |

|                     |           |  |
| Taburini 62’ (aut.) | Marcatori |  |

| Arbitro: | M. Mazzoleni (Bergamo) |

|                                                         |           |  |
| Asamoah 16’ Vignaroli 64’ Antonini 72’ Campedelli 90+2’ | Marcatori |  |

| Arbitro: | De Marco (Chiavari) |

|                         |           |  |
| D. Russo 52’ Calaiò 86’ | Marcatori |  |

| Arbitro: | Castellani (Verona) |

|                |           |  |
| Campedelli 26’ | Marcatori |  |

| Arbitro: | Preschern (Mestre) |

|                         |           |               |
| Vignaroli 72’ Taldo 81’ | Marcatori | 90+1’ Bernini |

| Arbitro: | Romeo (Verona) |

|                               |           |               |
| A. Morello 43’ B. Carbone 51’ | Marcatori | 90+5’ Asamoah |

| Arbitro: | Dattilo (Locri) |

|          |           |                |
| Ganz 50’ | Marcatori | 20’ Abbruscato |

| Arbitro: | Nucini (Bergamo) |

|                                     |           |  |
| Cossu 29’ Myrtaj 50’ Papa Waigo 86’ | Marcatori |  |

| Arbitro: | Cassarà (Palermo) |

|           |           |  |
| Mayer 85’ | Marcatori |  |

| Arbitro: | Brighi (Cesena) |

|                        |           |          |
| Tavano 53’ (rig.), 88’ | Marcatori | 59’ Ganz |

| Arbitro: | Tombolini (Ancona) |

|  |           |                |
|  | Marcatori | 86’ Moscadelli |

| Arbitro: | Romeo (Verona) |

|  |           |                                   |
|  | Marcatori | 22’, 54’ Fabbrini 44’ (rig.) Ganz |

| Arbitro: | Ayroldi (Molfetta) |

|                                         |           |  |
| Confalone 15’ Rossetti 42’ Bernacci 73’ | Marcatori |  |

| Arbitro: | Squillace (Catanzaro) |

|                            |           |              |
| Sommese 83’ Fabbrini 90+1’ | Marcatori | 20’ Moscardi |

| Arbitro: | Preschern (Mestre) |

|                            |           |                          |
| Santoruvo 41’ Brioschi 84’ | Marcatori | 24’ Fabbrini 32’ Sommese |

| Arbitro: | P.S. Mazzoleni (Bergamo) |

|             |           |  |
| Sommese 21’ | Marcatori |  |

| Arbitro: | Gabriele (Frosinone) |

|             |           |                          |
| Barreto 18’ | Marcatori | 21’ Troiano 56’ Fabbrini |

| Arbitro: | Cassarà (Palermo) |

|  |           |            |
|  | Marcatori | 7’ Modesto |

#### Girone di ritorno
| Genova 21 gennaio 2005 22ª giornata | Genoa               | 0 – 0 | Modena | Stadio Luigi Ferraris\| Arbitro: \| Castellani (Verona) \| |
| Arbitro:                            | Castellani (Verona) |       |        |                                                            |

| Arbitro: | Romeo (Verona) |

|                              |           |                          |
| Centurioni 12’ Graffiedi 64’ | Marcatori | 37’ Araboni 87’ Carobbio |

| Arbitro: | M. Mazzoleni (Bergamo) |

|            |           |  |
| Degano 66’ | Marcatori |  |

| Arbitro: | Stefanini (Prato) |

|                            |           |  |
| Music 18’ Tisci 39’ (rig.) | Marcatori |  |

| Arbitro: | Cruciani (Pesaro) |

|                        |           |             |
| Fattori 56’ Di Deo 84’ | Marcatori | 52’ Asamoah |

| Modena 18 febbraio 2005 27ª giornata | Modena          | 0 – 0 | Pescara | Stadio Alberto Braglia\| Arbitro: \| Banti (Livorno) \| |
| Arbitro:                             | Banti (Livorno) |       |         |                                                         |

| Venezia 27 febbraio 2005 28ª giornata | Venezia             | 0 – 0 | Modena | Stadio Pierluigi Penzo\| Arbitro: \| Tagliavento (Terni) \| |
| Arbitro:                              | Tagliavento (Terni) |       |        |                                                             |

| Perugia 6 marzo 2005 29ª giornata | Perugia         | 0 – 0 | Modena | Stadio Renato Curi\| Arbitro: \| Banti (Livorno) \| |
| Arbitro:                          | Banti (Livorno) |       |        |                                                     |

| Arbitro: | Tagliavento (Terni) |

|                                |           |  |
| Graffiedi 37’ Tisci 44’ (rig.) | Marcatori |  |

| Arbitro: | P.S. Mazzoleni (Bergamo) |

|             |           |                     |
| Spinesi 15’ | Marcatori | 53’, 55’ Centurioni |

| Arbitro: | Dondarini (Finale Emilia) |

|                           |           |  |
| Graffiedi 12’ Sommese 85’ | Marcatori |  |

| Arbitro: | Cassarà (Palermo) |

|                            |           |                  |
| Palladino 33’ Polenghi 57’ | Marcatori | 14’, 62’ Asamoah |

| Arbitro: | Ayroldi (Salerno) |

|               |           |                   |
| Graffiedi 90’ | Marcatori | 32’ (rig.) Tavano |

| Arbitro: | M. Mazzoleni (Bergamo) |

|  |           |                           |
|  | Marcatori | 48’ Troiano 90+4’ Asamoah |

| Modena 30 aprile 2005 36ª giornata | Modena         | 0 – 0 | Torino | Stadio Alberto Braglia\| Arbitro: \| Palanca (Roma) \| |
| Arbitro:                           | Palanca (Roma) |       |        |                                                        |

| Arbitro: | Romeo (Verona) |

|                                             |           |  |
| Campedelli 10’, 55’ Troiano 73’ Asamoah 83’ | Marcatori |  |

| Arbitro: | P.S. Mazzoleni (Bergamo) |

|                             |           |                          |
| Fissore 42’ Cristallini 59’ | Marcatori | 20’ Campedelli 52’ Tisci |

| Modena 21 maggio 39ª giornata | Modena            | 0 – 0 | Bari | Stadio Alberto Braglia\| Arbitro: \| Saccani (Mantova) \| |
| Arbitro:                      | Saccani (Mantova) |       |      |                                                           |

| Arbitro: | Brighi (Cesena) |

|  |           |             |
|  | Marcatori | 49’ Troiano |

| Arbitro: | Bergonzi (Genova) |

|                |           |                 |
| Campedelli 83’ | Marcatori | 90+2’ Reginaldo |

| Arbitro: | Rizzoli (Bologna) |

|             |           |  |
| Colacone 9’ | Marcatori |  |

### Coppa Italia

#### Terzo Girone
| Arbitro: | Giannoccaro (Lecce) |

|  |           |                |
|  | Marcatori | 5’ Princivalli |

| Arbitro: | De Marco (Chiavari) |

|               |           |                    |
| Chiappara 27’ | Marcatori | 46’ Manú 89’ Mauri |

| Arbitro: | Stefanini (Prato) |

|              |           |                                   |
| Ginestra 45’ | Marcatori | 19’ Campedelli 26’, 77’ Vignaroli |